# Tetraodon baileyi
Tetraodon baileyi är en fiskart som beskrevs av Sontirat 1989. Tetraodon baileyi ingår i släktet Tetraodon och familjen blåsfiskar. IUCN kategoriserar arten globalt som livskraftig. Inga underarter finns listade i Catalogue of Life.